# Kristinn Magnússon
Kristinn Magnússon (* 10. Januar 1981 in Akureyri) ist ein ehemaliger isländischer Skirennläufer.

## Karriere
Kristinn Magnússon ging 1997 erstmals bei diversen FIS-Rennen an den Start. Drei Jahre später startete er bei den Alpinen Ski-Juniorenweltmeisterschaften. Bei den Olympischen Winterspielen 2002 belegte er im Riesenslalom den 42. Platz. Im Slalomrennen schied er aus. Sein letztes FIS-Rennen bestritt er im April 2002 in Hemsedal. 2017 und 2018 ging er nochmals bei je zwei Entry League Rennen in Island an den Start.